# 两山乡
两山乡，是中华人民共和国河北省秦皇岛市昌黎县下辖的一个乡镇级行政单位。

## 行政区划
两山乡下辖以下地区：
中两山村、草粮屯村、前两山村、后两山村、五峰山村、正明山村、长峪山村、河东张各庄村、河西张各庄村、梁各庄村、施各庄村、东林上村、东坎上村、后营村、樵夫山村和段家店村。